# Kill Kill
“Kill Kill”은 후에 라나 델 레이로 활동명을 변경하는 미국의 싱어송라이터 리지 그랜트의 첫 익스텐디드 플레이(EP)다. 2008년 10월 21일 미국에서 5 포인츠 레코드를 통해 델 레이의 본명인 리지 그랜트라는 이름으로 발매되었다. EP에 수록된 세 곡은 모두 재녹음되어 2012년에 발매하는 EP인 “Paradise”에 수록되었다. ‘Kill Kill’이 EP의 유일한 싱글이다. 뮤직 비디오는 2008년에 공개되었다.

## 배경 및 구성
인터뷰에서 라나 델 레이는 이 EP를 "하와이안 글램 메탈"이라고 묘사하였다. 또한 엘비스 프레슬리, 포이즌, 반 헤일런에게서 EP의 사운드의 영향을 받았다고 밝혔다.

## 평가
인덱스 매거진은 “Kill Kill”을 현악기와 월리처, 전기 기타로 하여금 빛나고 영화적인 EP라고 언급하였다. 세 개의 트랙에서 델 레이의 목소리는 걸걸하며, 마릴린 먼로로부터 영향을 받았다고 밝혔다.

## 트랙 리스트
모든 곡은 데이비드 카흐네가 프로듀싱하였다.
| #            | 제목                                             | 작사·작곡              | 재생 시간 |
| ------------ | ------------------------------------------------ | ---------------------- | --------- |
| 1.           | 〈Kill Kill〉                                    | 리지 그랜트            | 3:59      |
| 2.           | 〈Yayo〉                                         | 그랜트                 | 5:45      |
| 3.           | 〈Gramma (Blue Ribbon Sparkler Trailer Heaven)〉 | 그랜트 데이비드 카흐네 | 3:50      |
| 총 재생 시간 | 총 재생 시간                                     | 총 재생 시간           | 13:34     |